# Pterodroma longirostris
El petrel de Más Afuera (Pterodroma longirostris), también denominado fardela de Más Afuera, fardela de Masafuera, o petrel de Masafuera, es una especie de ave procelariforme de la familia de los proceláridos y del género Pterodroma. Se reproduce en islas del océano Pacífico sur.

## Distribución y hábitat
Se reproduce en la chilena isla Alejandro Selkirk, la más alejada de América del Sur continental de las que integran el archipiélago Juan Fernández. Fuera de la época reproductiva se extiende por gran parte del océano Pacífico, llegando incluso hasta Japón, donde fue descrita originalmente, y a California. 

## Taxonomía
Esta especie monotípica fue descrita originalmente por el zoólogo noruego Leonhard Hess Stejneger en el año 1893, bajo el nombre científico de: Aestrelata longirostris. Su localidad tipo es: «Provincia de Mutzu, Hondo, Japón».
En el año 1979 Jouanin y Mougin para la población de la isla Alejandro Selkirk describieron Pterodroma longirostris masafuerae Jouanin & Mougin, 1979. Posteriormente, la comunidad científica a esta forma no la ha considerado válida.
Forma parte del conjunto de especies relacionadas con las que se las ha agrupado en el subgénero denominado Cookilaria. Podría formar una superespecie con Pterodroma leucoptera, Pterodroma pycrofti, y tal vez Pterodroma hypoleuca. A P. pycrofti algunas veces se la ha tratado sólo como una subespecie de P. longirostris.

## Conservación
Pterodroma longirostris está categorizada como «vulnerable» en la Lista Roja de especies amenazadas que crea y difunde la Unión Internacional para la Conservación de la Naturaleza (UICN). Las amenazas para esta especie provienen de la depredación por especies invasoras que los humanos han introducido en la isla donde se reproduce, persiguiendo ese objetivo, o de manera accidental.
En el año 1992 La población total de la especie fue estimada en 131 000 parejas, pero estimaciones en el siglo XXI sugirieron que puede ser menor, y estar decreciendo.